# Ліндсборг (Канзас)
Ліндсборг (англ. Lindsborg) — місто (англ. city) в США, в окрузі Макферсон штату Канзас. Населення — 3776 осіб (2020).

## Географія
Ліндсборг розташований за координатами 38°34′38″ пн. ш. 97°40′29″ зх. д. / 38.57722° пн. ш. 97.67472° зх. д. (38.577123, -97.674684).  За даними Бюро перепису населення США в 2010 році місто мало площу 4,35 км², з яких 4,31 км² — суходіл та 0,04 км² — водойми. В 2017 році площа становила 4,75 км², з яких 4,71 км² — суходіл та 0,04 км² — водойми.

## Демографія
Згідно з переписом 2010 року, у місті мешкало 3458 осіб у 1303 домогосподарствах у складі 829 родин. Густота населення становила 794 особи/км².  Було 1414 помешкання (325/км²).
Расовий склад населення:
| - 94,8 % — білих - 1,7 % — чорних або афроамериканців - 0,5 % — азіатів - 0,1 % — вихідців з тихоокеанських островів - 0,1 % — корінних американців |

До двох чи більше рас належало 2,1 %. Частка іспаномовних становила 3,5 % від усіх жителів.
За віковим діапазоном населення розподілялося таким чином: 20,3 % — особи молодші 18 років, 59,8 % — особи у віці 18—64 років, 19,9 % — особи у віці 65 років та старші. Медіана віку мешканця становила 37,8 року. На 100 осіб жіночої статі у місті припадало 90,5 чоловіків;  на 100 жінок у віці від 18 років та старших — 89,2 чоловіків також старших 18 років.
Середній дохід на одне домашнє господарство  становив 66 834 долари США (медіана — 57 991), а середній дохід на одну сім'ю — 79 730 доларів (медіана — 76 741). Медіана доходів становила 50 816 доларів для чоловіків та 33 073 долари для жінок. За межею бідності перебувало 6,7 % осіб, у тому числі 2,6 % дітей у віці до 18 років та 12,0 % осіб у віці 65 років та старших.
Цивільне працевлаштоване населення становило 1732 особи. Основні галузі зайнятості: освіта, охорона здоров'я та соціальна допомога — 31,5 %, виробництво — 18,3 %, фінанси, страхування та нерухомість — 9,9 %, роздрібна торгівля — 9,0 %.